# العلاقات الكوبية الكورية الشمالية
العلاقات الكوبية الكورية الشمالية هي العلاقات الثنائية التي تجمع بين كوبا وكوريا الشمالية.

## مقارنة بين البلدين
هذه مقارنة عامة ومرجعية للدولتين:
| وجه المقارنة                                              | كوبا                              | كوريا الشمالية                        |
| --------------------------------------------------------- | --------------------------------- | ------------------------------------- |
| المساحة (كم2)                                             | 109.88 ألف                        | 120.54 ألف                            |
| عدد السكان (نسمة)                                         | 11.48 مليون                       | 25.49 مليون                           |
| الكثافة السكانية (ن./كم²)                                 | 104.48                            | 211.47                                |
| العاصمة                                                   | هافانا                            | بيونغيانغ                             |
| اللغة الرسمية                                             | اللغة الإسبانية                   | لغة كوريا الشمالية القياسية ‏          |
| العملة                                                    | بيزو كوبي، بيزو كوبي قابل للتحويل | وون كوري شمالي                        |
| الناتج المحلي الإجمالي (بليون دولار)                      | 87.13 مليار                       |                                       |
| الناتج المحلي الإجمالي (تعادل القوة الشرائية) بليون دولار |                                   |                                       |
| الناتج المحلي الإجمالي الاسمي للفرد دولار أمريكي          |                                   |                                       |
| الناتج المحلي الإجمالي للفرد دولار أمريكي                 |                                   |                                       |
| مؤشر التنمية البشرية                                      | 0.769                             |                                       |
| رمز المكالمات الدولي                                      | +53                               | +850                                  |
| رمز الإنترنت                                              | .cu                               | .kp                                   |
| المنطقة الزمنية                                           | 00                                | ت ع م+08:30، ت ع م+08:30، ت ع م+09:00 |

## منظمات دولية مشتركة
يشترك البلدان في عضوية مجموعة من المنظمات الدولية، منها:
| علم المنظمة | اسم المنظمة                   | تاريخ انضمام كوبا | تاريخ انضمام كوريا الشمالية |
| ----------- | ----------------------------- | ----------------- | --------------------------- |
|             | الأمم المتحدة                 | 24 أكتوبر 1945    | 17 سبتمبر 1991              |
|             | الاتحاد الدولي للاتصالات      | 16 يناير 1918     | ?                           |
|             | الاتحاد البريدي العالمي       | ?                 | ?                           |
|             | المنظمة الهيدروغرافية الدولية | ?                 | ?                           |
|             | يونسكو                        | 29 أغسطس 1947     | 18 أكتوبر 1974              |

## وصلات خارجية
- موقع وزارة الخارجية الكوبية
- موقع وزارة الخارجية الكورية الشمالية